# Katedralna bazilika u Kaunasu
Katedralna bazilika u Kaunasu (lit.: Kauno Šv. apaštalų Petro ir Povilo arkikatedra bazilika) je rimokatolička katedralna bazilika u Kaunasu u Litvi. Nalazi se na 54,897° sjeverne zemljopisne širine i 23,889° istočne zemljopisne dužine.
Točan nadnevak kad je prva gotička crkva na mjestu ove crkve sagrađena je nepoznat; u pisanim izvorima, prvi put se spominje 1413. Građevinarski radovi su zgotovljeni tek 1624. Crkva je dosta stradala za vrijeme rusko-poljskih ratova 1655. godine. Obnovljena je 1671., i pri tome je dobila renesansna obilježja. Nakon požara na krovu 1732. godine, kada su izgorila oba zvonika, samo jedan je obnovljen. Unutarnje ukrašavanje je novčario kralj Stanisław August Poniatowski 1771.
Današnji oblik je ova crkva poprimila pri renoviranju 1800. godine. Crkva je dobila status katedrale 1895., a 1921. je dobila i naslov bazilike. Po protegama, duga je 84 metra, a široka je 34 metra, što je čini najvećom gotičkom crkvom u Litvi. Glavni oltar je napravio Tomasz Podhajski 1775. Žmudski biskup Matij Valančius je pokopan ispod podzemnog svodom katedrale. Crkvi je dodijeljen status katedrale od pape Lava XIII. 1895. godine. Naziv katedralna bazilika je nastao 1926. kada je papa Pio XI. reorganizirao biskupiju Samogitiju u metropolijsku nadbiskupiju Kaunas. 
Katedrala je duga 84 m, visoka 28 m i široka 34 te je najveća gotička crkva u Litvi. Kapela Presvetog Sakramenta, izgrađena 1895., je neovisan produžetak južnog broda s izrezbarenim drvenim namještajem u neogotičkom stilu. Također, u blizini zida kapele se nalazi neogotički mauzolej Maironis. Katedralna bazilika je 1996. uključena u Registar nepokretne kulturne baštine Republike Litve. Litvanski Kardinal Vincentas Sladkevičius je pokopan u katedrali 2000. godine.
Sovjetske vlasti su ustrojile unutar prostora ove crkve muzej ateizma. Katedrala je vraćena svojoj izvornoj namjeni 1990.